# Броманс

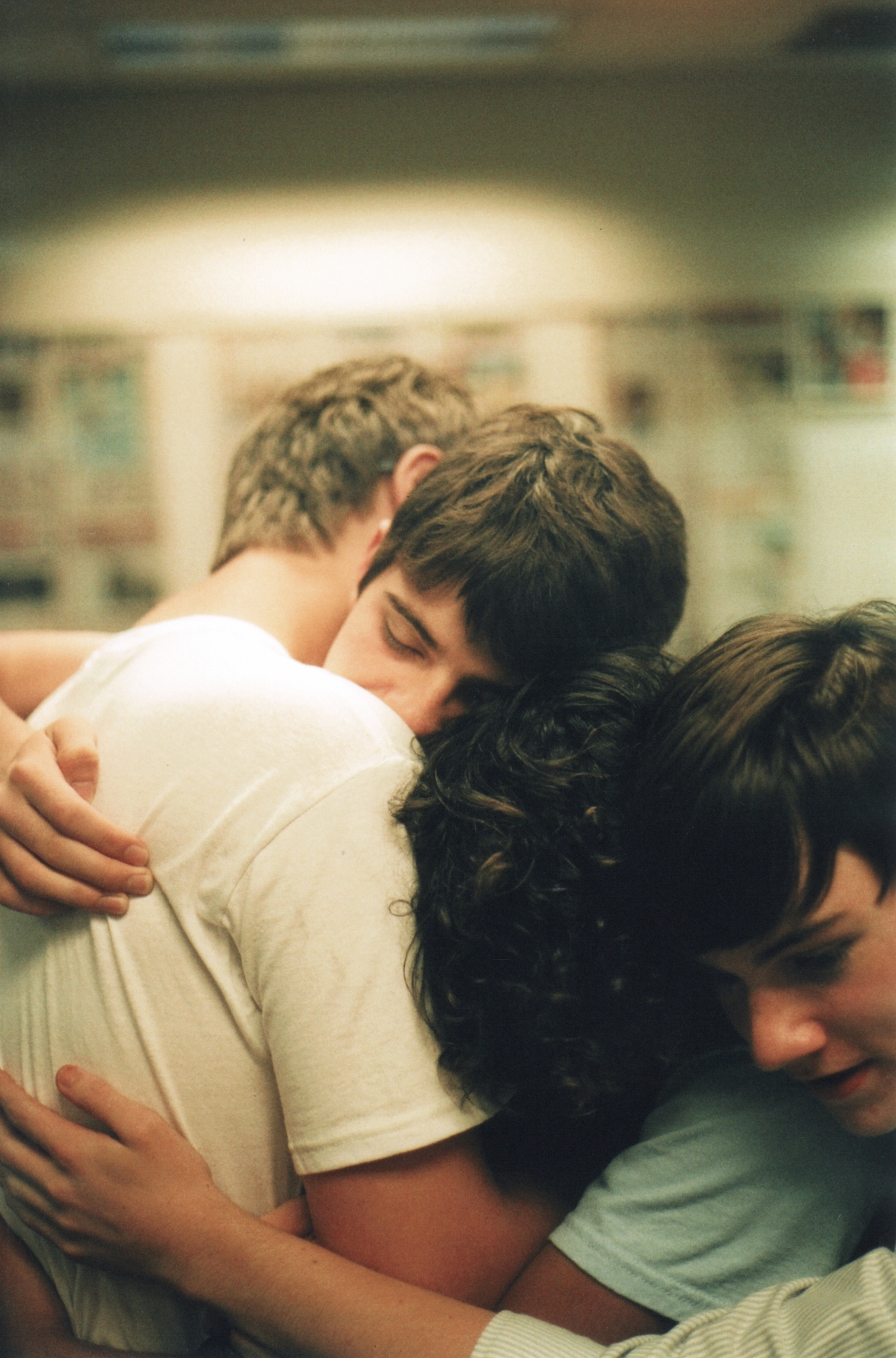
Обійми за участю кількох молодих хлопців

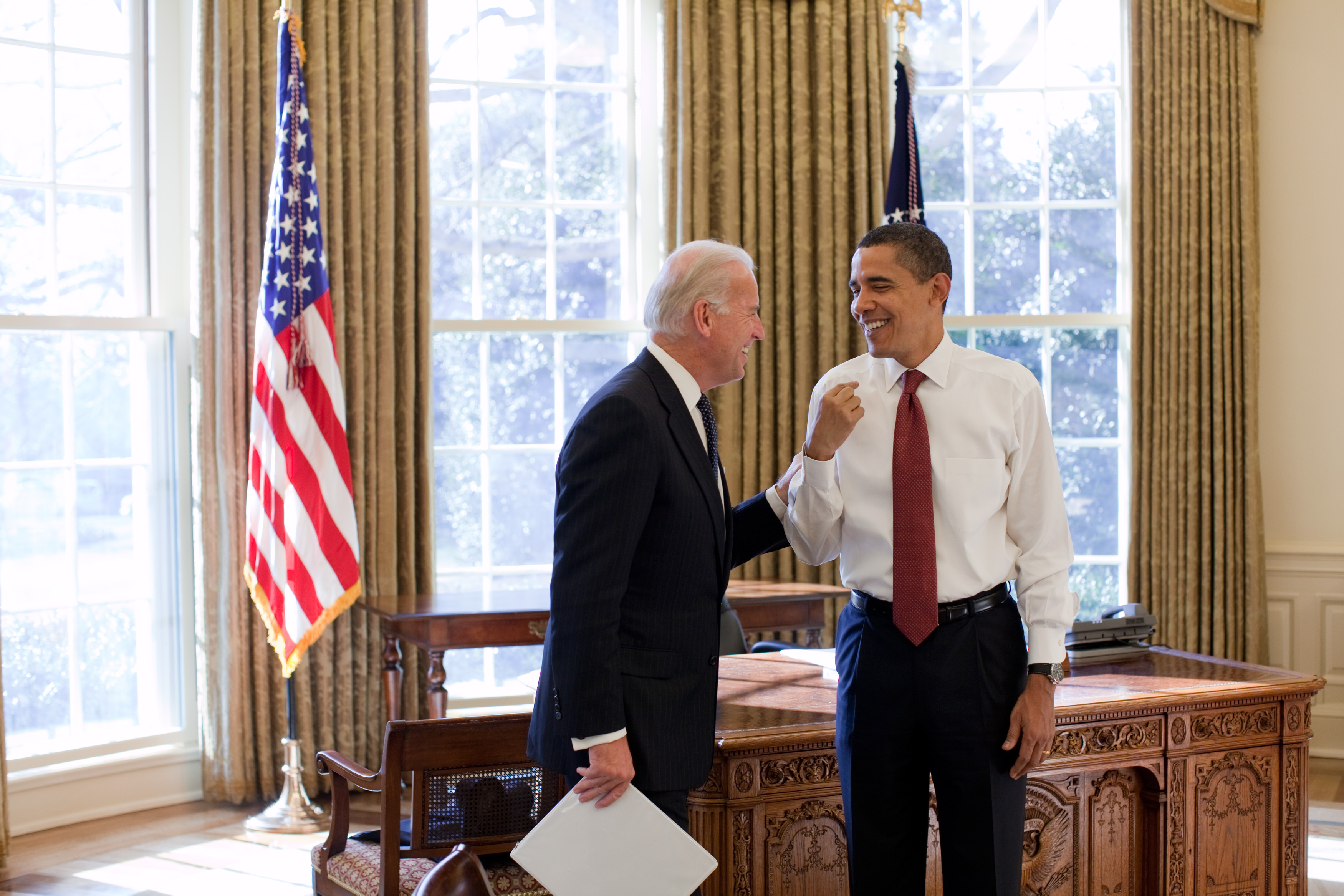
У 2017 році стосунки президента Барака Обами з віце-президентом Джо Байденом були кваліфіковані як «броманс».

Броманс (англ. bromance) — тісні, несексуальні стосунки між двома або більше чоловіками. Це винятково близькі, ніжні, гомосоціальні чоловічі відносини, що перевищують звичайну дружбу, і відрізняються особливо високим рівнем емоційної близькості. Поява цієї концепції з початку XXI століття розглядається як відображення зміни в суспільному сприйнятті та інтересі до теми, зі зростанням відкритості західного суспільства.

## Етимологія
Слово броманс походить від англійських слів bro (бро, просторічна форма brother - брат) і romance (романтика). Термін був введений в 1990-х рр. редактором журналу про скейтбординг Big Brother Magazine Дейвом Карні. Він використовував це слово в декількох випадках, щоб описати специфічні стосунки, що складаються між скейтбордистами, які проводили разом дуже багато часу.

## Характеристика
Сучасні обставини бромансу відрізняють його від інших явищ гомосоціальної практики й історичної романтичної дружби. Класичний трактат Арістотеля про дружбу, написаний біля 300 до н. е. часто сприймається як прототип бромансу: 
Ті, хто бажає добра своїм друзям і робить заради них все, є найсправжнішими друзями, бо кожен любить іншого за те, що він є, а не за випадкові якості.
 Існує безліч широко відомих прикладів ревної чоловічої дружби протягом більшої частини історії Заходу, і такі відносини також були загальними. Наприкінці XIX століття розповсюдження фрейдизму і страх бути запідозреними у гомосексуальних стосунках призвели до того, що чоловіки-гетеросексуали намагалися уникати експресивних проявів прихильності.
Дослідники в царині дружби та мужності виявили, що останні покоління чоловіків, які виросли в сім'ях матерів-феміністок у 1970-х роках, більш емоційно відкриті й виразні. Крім того, у них менше побоювань з приводу гомосексуальності, тому вони відчувають себе більш комфортно, досліджуючи глибокі дружні стосунки з іншими чоловіками. Дослідження, проведені американськими вченими, демонструють, що тенденція відмови від «традиційних уявлень про мужність» найбільш поширена серед чоловіків англо-саксонського походження і найменш — серед вихідців з Африки, а іспанці знаходяться між ними. Крім того, вчені встановили, що ті, хто рішуче підтримує «традиційні уявлення про мужність», найбільш схильні до алекситимії.
Ще одним фактором, що впливає на броманс, уважається те, що чоловіки стали одружуватися в більш пізньому віці. За даними перепису населення США за 2010 рік, середній вік вперше одруженого чоловіка становить 28 років, у порівнянні з 23-ма в 1960 році. Вчені також встановили, що чоловіки з вищою освітою перед одруженням чекають, коли їм виповниться 30 років.
Дружба між чоловіками часто ґрунтується на спільній діяльності, включаючи «ґеймінґ», гру на музичних інструментах, походи за покупками, куріння, бесіди біля вогнища, перегляд фільмів, риболовлю, відпочинок, різні спортивні заходи, азартні ігри, розпивання спиртних напоїв і вживання психоделічних речовин. Емоційний обмін (що є звичайним проявом жіночої дружби) — також можна вважати видом спільної діяльності.

## Знаменитості

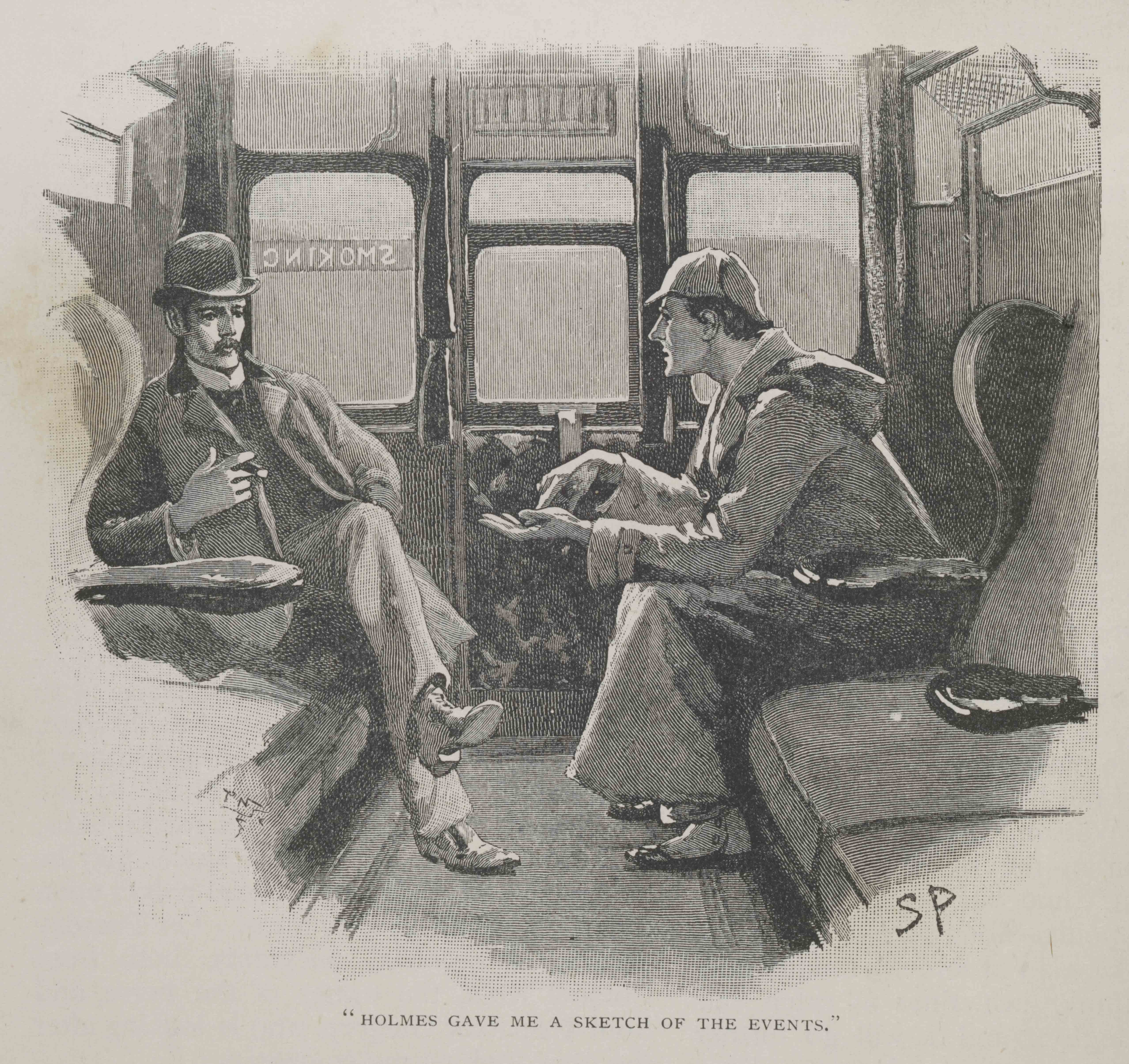
Шерлок Холмс і Доктор Ватсон – приклад бромансу

Ряд стосунків зі знаменитостями в народі характеризували як «броманс». Попри те, що броманс — це новий термін, таке ставлення до відносин зі знаменитостями не є новим: композитор Франц Шуберт мав дуже тісну дружбу з поетом Францом фон Шобером, тексти якого Шуберт поклав на музику. Їх прозвали «Шобертом» на початку 19 століття у Відні.

### Кіно знаменитості
Дін Мартін та Джеррі Льюїс у ролі комедійної команди «рок-зірки» Мартіна та Льюїса 1946—1956 років встановили новий стандарт для складної багатогранної постановки «особливої» чоловічої дружби. У повоєнний час комедія Мартіна та Льюїса дражнилася хитрою альтернативою моделі гетеросексуального підтвердження, традиційно пропагованою Голлівудом, оскільки їх напружені та нестабільні стосунки демонстрували безліч емоційних та еротичних напружень між чоловіками. Культурний резонанс комедії Мартіна та Льюїса випливає з того, як вона ініціювала більш складне «пристрасть до статі». Вони знялися в 16 фільмах разом як нерозривна одиниця, а також на ранніх телевізійних трансляціях та в нічних клубах. Вони мали неосяжний вплив на мільйони бебі-бумерів та майбутніх коміків (зокрема Джорджа Клуні, чия тітка Розмарі Клуні була гостем у їхньому шоу).
Бен Аффлек і Метт Деймон були описані як «можливо, новаторська яскравість в історії шоубізнесу», що призвело до виходу за межі Бродвею «Метт і Бен». Відносини між Захарі Квінто та Крісом Пайн, зірками фільму «Зоряний шлях» 2009 року, були описані подібним чином, спільно зі стосунками їхніх екранних героїв.
Близьку дружбу між Джорджем Клуні та Бредом Піттом колись вважали «найтривалішим романом Джорджа», а хроматичні тенденції Клуні послужили основою для епізоду мультсеріалу «Американський тато» під назвою «Сльози Клуні», в якому головний герой Стен Сміт стає броманською взаємодією з Клуні як частина складного сюжету помсти.

### Спортсмени

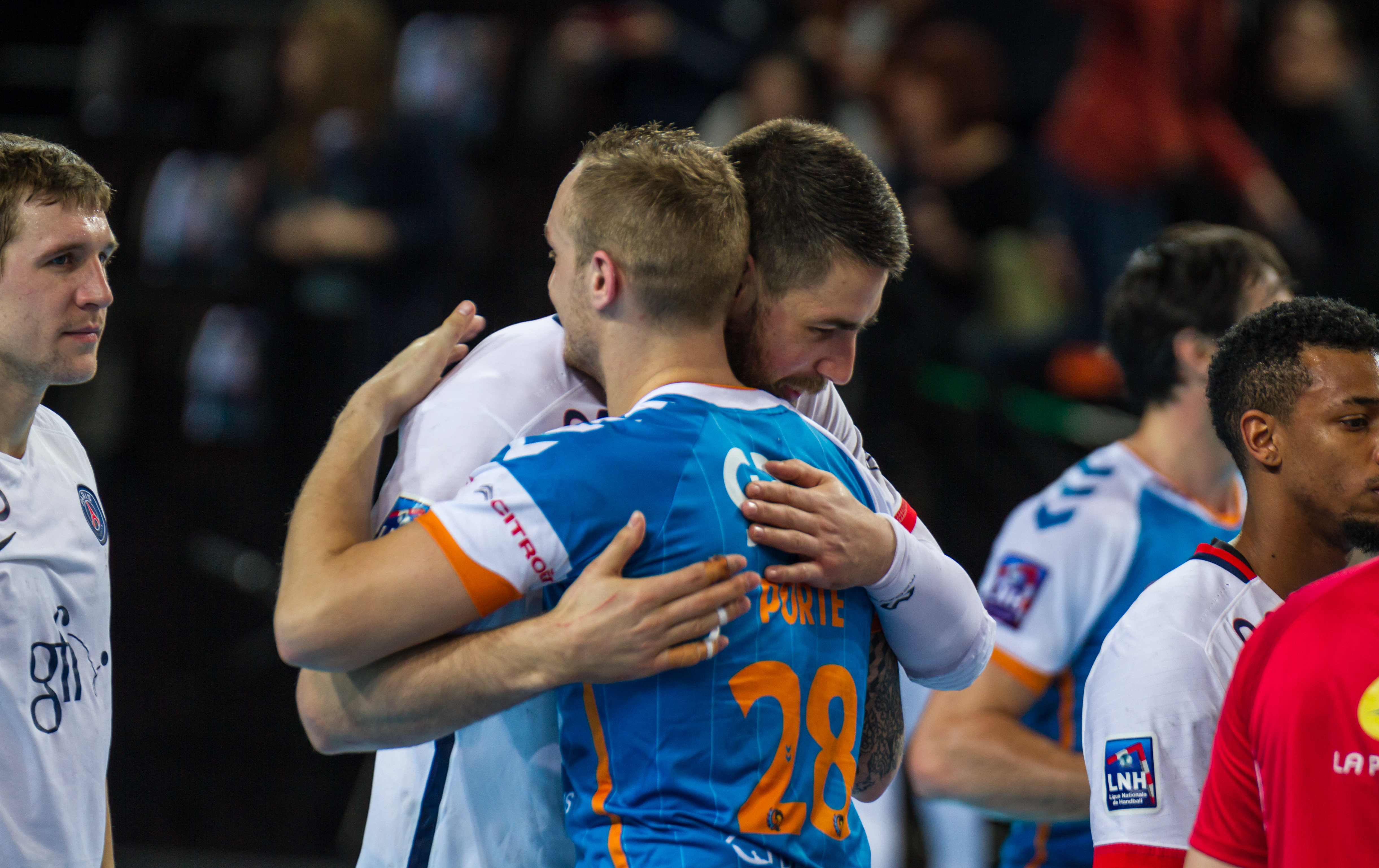
Обійми у Франції

Професійні футболісти Ерік Дір та Деле Аллі, які разом виступають за «Тоттенхем» та «Англію», мають тісні стосунки, що було описано як броман.
Під час фіналу Олімпійських ігор у 2016 році на 100 метрів з'явилася дружба між ямайцем Усейном Болтом та канадцем Андре Де Грассом, який характеризувався та відзначався в соціальних мережах як жахливість.
Бодибілдери Арнольд Шварценеггер та Франко Колумбу мали близькі стосунки, що їх називали броманством з 1965 року. Відтоді Арнольд та Франко були нерозлучними друзями та партнерами у навчанні. Вони розпочали цегляну кладку та патіо під назвою European Brick Works у 1969 році.

### Між учасниками групи

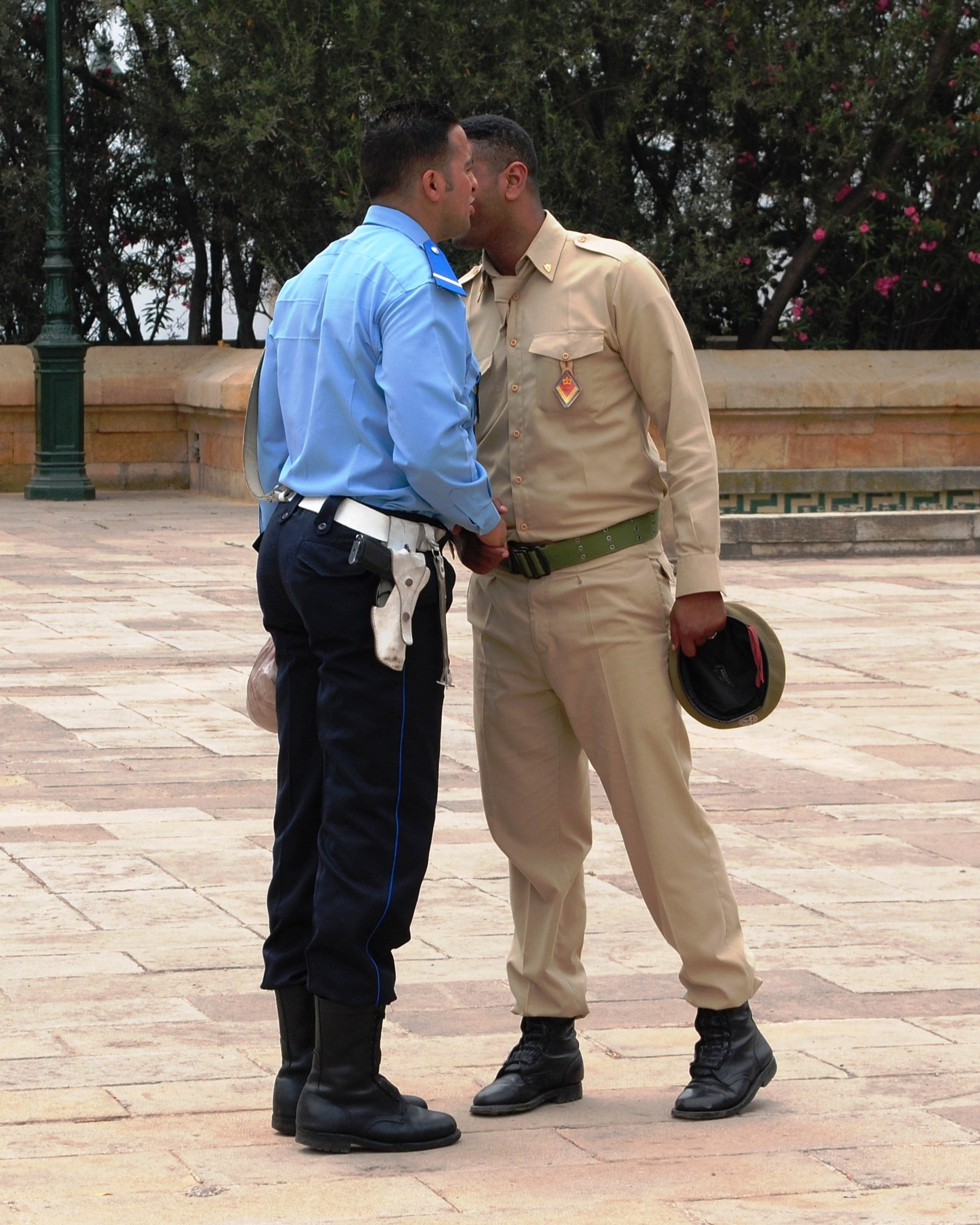
Броманс у Мороко

Тісні стосунки як на сцені, так і поза сценою між Брюсом Спрінгстіном та покійним саксофоністом E Street Band Кларенсом Клемонсом часто описували як один із найбільш підхожих прикладів броманства в західній сучасній музиці. Ці стосунки найяскравіше зображені у пісні Спрінгстіна «Tenth Avenue Freeze-Out», від Born to Run — у якій Спрінгстін та Клемонс з'являються відповідно під псевдонімами Bad Scooter і Big Man. Це також було описано в автобіографії Клімонса «Велика людина: реальне життя та високі казки».
Японська та корейська музична індустрія активно заохочує пожвавлення серед знаменитостей чоловічої статі (зокрема, членів хлопчачих груп) як частину фан-сервісу для задоволення аудиторії.